# Halobaena caerulea

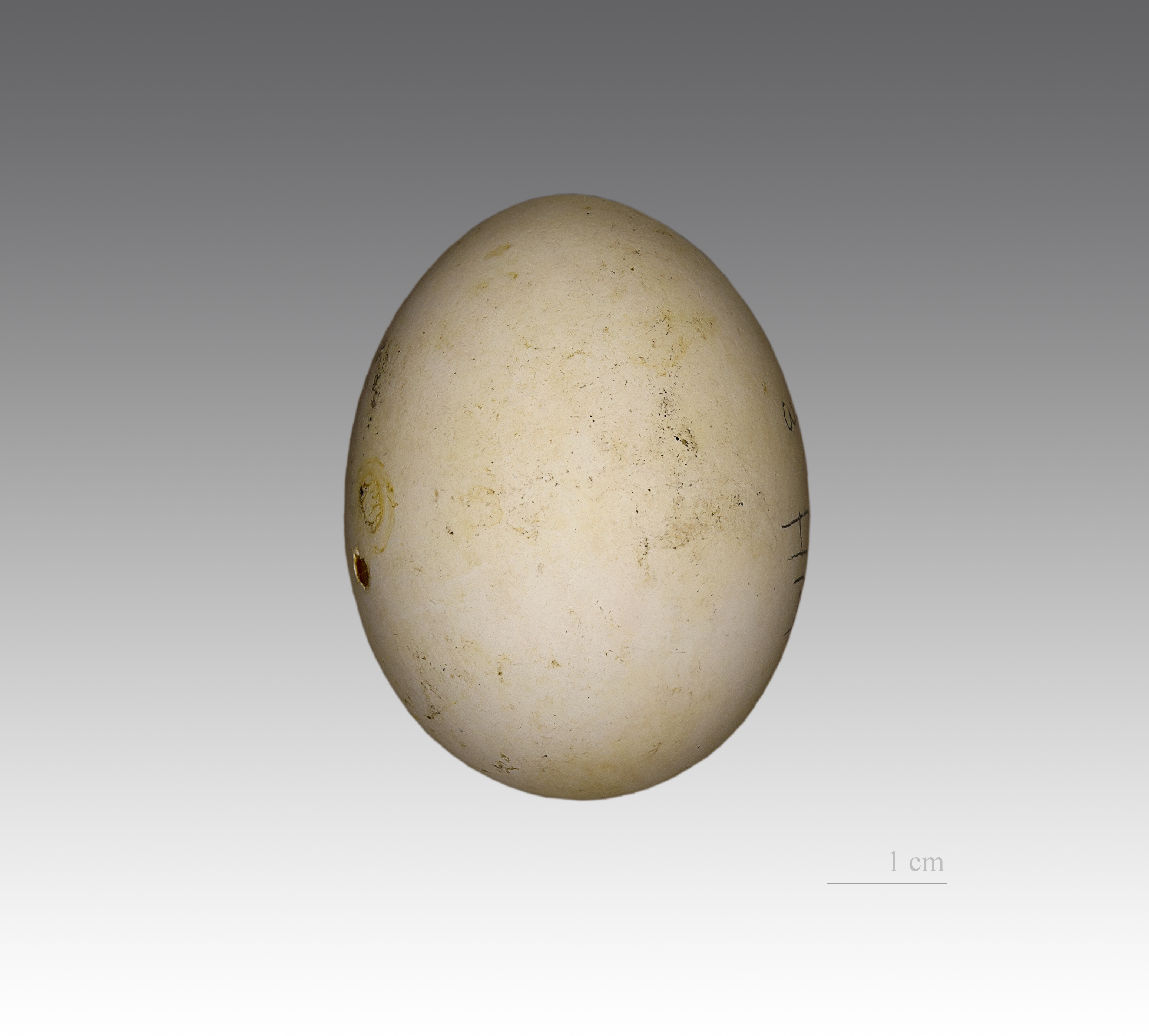
Huevos de Halobaena caerulea

El petrel azulado (Halobaena caerulea) es una especie de ave procelariforme de la familia Procellariidae. Es el único miembro del género Halobaena.  Esta ave marina habita las islas y costas más próximas a la Antártida.